# Erotica (песен)
„Erotica“ е първи сингъл от едноименния албум на Мадона.
Песента е като интро към сексуалните фантазии на изпълнителката, чрез него ние се вливаме и в самия албум. My name is Dita I`ll be your mistress tonight... алтер-егото на Мадона в парчето е Дита Парло, известна актриса от нямото кино.
„Erotica“ е написана и продуцирана от Мадона и Шеп Петибоун. Съдържа семпъл от изпълнението на Куул енд Дъ Генг „Jungle Boogie“.
Лекият вой, който може да бъде чут в беквокалите на песента, е всъщност старинен арабско-християнски химн. Своят глас за тези възбуждащи звуци дава Fayrouz, арабска певица, изпълнителка на хита „Alyawm Olliqa“ от 1964. Използването на семпъл от този химн, който все още се изпълнява всеки петък преди Великден в страните от Изтока създава доста проблеми на Мадона през 1992 – едноименният албум е забранен в доста от страните в региона.
Демо-версията на песента се казва „Erotic“ и е включена като бонус CD към книгата „Секс“.
Има по-забавено темпо и различен, по-вълнуващ и изпитан текст.

## Чарт-успехите на Erotica
Сингълът става първият lead-off single от дебютния албум насам, който не достига до номер 1.
В Англия и САЩ стига до номер 3. В САЩ получава златен сертификат. Но за сметкта на това става номер 1 в Billboard`s Hot Dance/Club Play chart. Сингълът достига до номер 2 в Япония и Канада.

## Видеото
Видеото към Erotica е дело на Фабиен Барон (по-известен като продуцент и режисьор на порнофилми). За видеоклипа можем да кажем, че е „книгата Секс в действие“. Виждаме Мадона като sex mistress, участваща в различни сексуални фантазии и сънища. МТВ отказва да излъчва клипа преди полунощ.

## Изпълнение на „The Girlie Show“ World Tour 1993
Мадона открива всеки своя концерт от турнето The Girlie Show с тази песен. Пее на плейбек, защото е трудно да се възпроизведат шепнещо-тръпнещите вокали и арабските беквокали.
Това е една от малкото песни, които тя някога е пяла на плейбек. За сметка на това хореографията е страхотна и подготвя публиката за едно шоу на горещите и крайни страсти.

## Изпълнение на „Confessions Tour“ 2006
През 2006 „Erotica“ е включета в сет-листа за турнето „Confessions Tour“. Песента е представена с изцяло нов аранжимент.̀

## Текст на Erotica
Erotica, romance
Erotica, romance
My name is Dita
I'll be your mistress tonight
I'd like to put you in a trance
If I take you from behind
Push myself into your mind
When you least expect it
Will you try and reject it
If I'm in charge
And I treat you like a child
Will you let yourself go wild
Let my mouth go where it wants to
Give it up, do as I say
Give it up and let me have my way
I'll give you love
I'll hit you like a truck
I'll give you love
I'll teach you how to... aahh
I'd like to put you in a trance
All over
Erotic, erotic
Put your hands all over my body
Erotic, erotic
Put your hands all over my body
Erotic, erotic
Put your hands all over my body
Erotic, erotic
Once you put your hand in the flame
You can never be the same
There's a certain satisfaction
In a little bit of pain
I can see you understand
I can tell that you're the same
If you're afraid, well rise above
I only hurt the ones I love
Give it up, do as I say
Give it up and let me have my way
I'll give you love
I'll hit you like a truck
I'll give you love
I'll teach you how to... aahh
I'd like to put you in a trance
All over
Erotic, erotic
Put your hands all over my body
Erotic, erotic
Put your hands all over my body
Erotic, erotic
Put your hands all over my body
Erotic, erotic
Erotica, romance
I'd like to put you in a trance
Erotica, romance
Put your hands all over my body
I don't think you know what pain is
I don't think you've gone that way
I could bring you so much pleasure
I'll come to you when you say
I know you want me
I'm not gonna hurt you
Just close your eyes
Erotic, erotic
Erotic, erotic
Erotic, erotic
Erotic, erotic
Put your hands all over my body
All over me
All over me
Erotica, romance
I'd like to put you in a trance
Erotica, romance
I like to do a different kind of... aahh
Erotica, romance
I'd like to put you in a trance
Erotica, romance
Put your hands all over my body
Only the one that hurts you
Can make you feel better
Only the one that inflicts the pain
Can take it away
Erotic.. ca